# Coumba Ben Niangadou
Coumba Ben Mamadou Niangadou (* 25. September 2004) ist eine malische Tennisspielerin.

## Karriere
Niangadou spielt bislang hauptsächlich Turniere der ITF Women’s World Tennis Tour, wo sie bisher aber noch keinen Titel gewann.
2024 erhielt sie im Februar vom Veranstalter eine Wildcard für die Qualifikation zum Hauptfeld im Dameneinzel der mit 3,2 Mio. US-Dollar dotierten  Dubai Duty Free Tennis Championships, ihrem ersten Turnier der WTA Tour.